# Luis Alberto Monzón
Luis Alberto Monzón León (né le 26 mai 1970 à Asuncion au Paraguay) est un joueur de football international paraguayen, qui évoluait au poste de milieu de terrain, avant de devenir entraîneur.

## Biographie

### Carrière de joueur

#### Carrière en sélection
Avec l'équipe du Paraguay, il joue 16 matchs (pour 4 buts inscrits) entre 1991 et 1993. 
Il figure dans le groupe des sélectionnés lors des Copa América de 1991 et de 1993. Il atteint les quarts de finale de cette compétition en 1993.
Il joue également deux matchs comptant pour les tours préliminaires de la coupe du monde 1994.

## Palmarès
| Club Olimpia \| - Championnat du Paraguay (6) : - Champion: 1988, 1989, 1995, 1997, 1998 et 2000. - Copa Libertadores (1) : - Vainqueur : 1990. \| \| - Supercopa Sudamericana (1) : - Vainqueur : 1990. - Recopa Sudamericana (1) : - Vainqueur : 1991. \| |  | 12 de Octubre - Championnat du Paraguay (1) : - Champion: 2008 (Clôture)                           |
| - Championnat du Paraguay (6) : - Champion: 1988, 1989, 1995, 1997, 1998 et 2000. - Copa Libertadores (1) : - Vainqueur : 1990. |  | - Supercopa Sudamericana (1) : - Vainqueur : 1990. - Recopa Sudamericana (1) : - Vainqueur : 1991. |